# Telengard
Telengard est un jeu vidéo de rôle de type dungeon crawler développé par Daniel Lawrence et publié par Avalon Hill à partir de 1982 sur Apple II, Atari 8-bit, Commodore 64, Commodore PET, IBM PC et TRS-80. Le joueur y incarne un aventurier qui explore un donjon, combat des monstres et évite des pièges avec pour seul objectif de survivre. Le jeu est initialement programmé par Daniel Lawrence en 1976, sous le titre de DND, sur un ordinateur central PDP-10. Son auteur est ensuite invité par les ingénieurs de l’usine de DEC, à Maynard dans le Massachusetts, afin de le porter sur le tout nouveau DECSYSTEM-20. Il continue ensuite de l’améliorer et le porte sur Commodore PET puis sur Apple II, TRS-80 et Atari 800 avant qu’Avalon Hill découvre le jeu lors d’une convention et lui propose de le publier,. 
À sa sortie, les critiques notent les similitudes du jeu avec Donjons et Dragons et rétrospectivement, il est considéré comme un des premiers jeux de rôle sur ordinateur « professionnel ». Certains éléments du jeu, comme les autels, les fontaines ou les cubes de téléportations ont plus tard été repris dans d’autres jeux de rôle comme Tunnels of Doom.

## Système de jeu
Telengard est un jeu vidéo de rôle de type dungeon crawler dans lequel le joueur incarne un aventurier qui explore un donjon infesté de monstres et de pièges et dans lequel sont disséminés des trésors. Le donjon est généré aléatoirement. Il est constitué d’environ deux millions de pièces réparties sur une cinquantaine de niveaux et peuplées par vingt types de créatures. Le jeu ne propose ni mission, ni quête. Le seul objectif du joueur est donc de garder en vie son personnage et de le faire progresser. Le jeu se déroule en temps réel et ne peut être mis en pause. Pour sauvegarder une partie, le joueur doit conduire son personnage dans une auberge et à moins d’utiliser des codes de triches, il doit recommencer le jeu depuis le début si son personnage meurt. Dans les premières versions du jeu, le donjon est représenté à l’écran par des caractères en ASCII avec par exemple des barres obliques pour les escaliers et des $ pour les trésors.
Au lancement d’une partie, le joueur doit d’abord créer un personnage qui est caractérisé par sa constitution, sa force, sa dextérité, son intelligence, sa sagesse et son charisme. La constitution influe sur la résistance du personnage, la force et la dextérité sur ses compétences au combat, l’intelligence et la sagesse sur sa capacité à lancer des sortilèges et le charisme sur la manière dont les ennemis régissent en sa présence. Les caractéristiques du personnage sont générées aléatoirement mais le joueur peut en générer de nouvelles autant de fois qu’il le souhaite si elles ne lui conviennent pas. Au début du jeu, le personnage est équipé d’une épée, d’une armure et d’un bouclier. Le joueur ne voit à l’écran que ce qui entoure ce personnage. Les monstres apparaissent à l’écran de manière aléatoire et trois possibilités s’offrent au joueur pour les affronter : le combat, la magie ou la fuite. La magie permet au personnage de lancer des sorts offensifs, de se soigner ou de désamorcer des pièges. Les effets de certains sortilèges ne sont pas indiqués dans le manuel du jeu et le joueur doit donc les expérimentés pour en découvrir les effets. Les ennemis deviennent de plus en plus puissants au fur et à mesure de la progression du joueur dans le donjon. En éliminant les monstres, le personnage gagne de l’expérience qui détermine son niveau et lui permet d’améliorer ses caractéristiques. Il peut également être récompensé par des trésors dont des armes magiques, des pièces d’armure et des potions.

## Développement
Telengard est développé sur la base du jeu DND, programmé en Basic par Daniel Lawrence sur un ordinateur central PDP-10 en 1976. Ce dernier rencontre un certain succès dans l’université Purdue, où Daniel Lawrence étudie à l’époque, et il est plus tard invité par les ingénieurs de l’usine de DEC, à Maynard dans le Massachusetts, afin de portée le jeu sur le tout nouveau DECSYSTEM-20. Appréciant beaucoup le jeu, les ingénieurs de la société le distribuent alors largement. En 1978, Daniel Lawrence porte le jeu sur Commodore PET et y incorpore une procédure de génération automatique de donjons afin de passer outre aux limitations de mémoire (seulement 8k de RAM) de l’ordinateur. Il présente ensuite le jeu lors de plusieurs conventions jusqu’à ce qu’Avalon Hill, un éditeur de jeu de guerre, se montre intéressé par le jeu et lui propose de le publier. Le jeu a alors déjà été renommé Telengard afin d’éviter tout litige avec la société TSR sur la question du copyright. Compte tenu de la publication imminente du jeu par Avalon Hill, Daniel Lawrence souhaite mettre fin à la distribution gratuite du jeu par les ingénieurs de DEC et après une brève période de dispute légales, le jeu est effacé de leurs serveurs. Cette décision n’intervient cependant pas assez rapidement pour empêcher un programmeur de récupérer le code source du jeu avant de fonder la société RO Software pour distribuer une version shareware de DND, qui est publiée en 1984. Celui-ci rencontre suffisamment de succès pour attirer l’attention de Daniel Lawrence qui tente alors d’en empêcher la distribution. Son concurrent affirme cependant avoir suffisamment retravailler le code source du jeu pour que DND soit considèrer comme sa création, avant de le mettre à jour et de le republier sous le titre Dungeon of the Necromancer’s Domain en 1988.

## Accueil
À sa sortie, Telengard est plutôt bien accueilli par la presse spécialisée. Le journaliste Dick McGrath du magazine Computer Gaming World met d’abord en avant les lacunes de sa phase de création de personnages – qu’il juge moins aboutie que dans des jeux comme Temple of Apshai ou Maces and Magic – en déplorant l’absence d’options permettant de définir leurs caractéristiques ou d’acheter des équipements supplémentaires. Il complimente en revanche son système d’utilisation de la magie en soulignant qu’apprendre à se servir des nombreux sortilèges disponibles est un des aspects les plus intéressants du jeu. Il explique ensuite que jeu ressemble à première vue à un simple hack 'n' slash mais qu’il nécessite en réalité une planification minutieuse et une exploration prudente. Il conclut ainsi que malgré l’absence de quelques options, il reste passionnant et s’avère être « un excellent jeu ». Le journaliste Tony Roberts du magazine Compute! souligne d’abord sa complexité en expliquant que bien étudier les principales caractéristiques du jeu est crucial pour progresser et que son action en temps réel oblige de plus le joueur à réagir rapidement aux évènements. Il ajoute par ailleurs que le jeu nécessite beaucoup de temps, que ce soit pour le prendre en main ou pour explorer son immense donjon, et qu’il peut au départ se révéler frustrant compte-tenu du risque de tomber sur des monstres susceptibles de tuer presque instantanément un personnage peu expérimenté. En conclusion, il juge ainsi que le prendre en main est en même temps « frustrant et fascinant » mais qu’une fois le jeu maitriser, il offre de nombreuses satisfactions et se révèle « passionnant ». Pour le journaliste Brian Murphy du magazine Creative Computing, le jeu est loin d’être aussi soigné et sophistiqué que Wizardry. Il estime en effet qu’il ne bénéficie ni des graphismes attrayant de ce dernier, ni de sa richesse et de sa liberté en termes de créations et d’équipement des personnages. Il ajoute cependant que le jeu possède des qualités dont notamment la facilité de sa prise en main, son action en temps réel et ses possibilités d’explorations, avant de conclure qu’il constitue une bonne introduction au genre pour les débutants et une alternative respectable pour les joueurs plus expérimentés. De son côté, le journaliste James Delson du magazine Family Computing juge que si le jeu partage de nombreuses caractéristiques avec les autres jeux du genre, son point fort réside dans son environnement quasiment infini qui lui permet de proposer une aventure excitante, difficile, épuisante et quasiment illimité . 

## Postérité
Rétrospectivement, Telengard est crédité par Matt Barton pour ses nombreuses innovations, qu’il considère en avances sur leur temps. Il note par exemple qu’il introduit une procédure de génération automatique de donjons, qui lui permet de proposer aux joueurs des niveaux différents à chaque partie tout en ne nécessitant que peu de mémoire vive. Ce procédé permet ainsi à Telengard d’offrir aux joueurs 50 niveaux avec deux millions de pièces à une époque où la plupart des jeux de rôles doivent se limiter à une dizaine de niveaux. Cette technique sera plus tard reprise dans de nombreux titres, dont Diablo, publié en 1997. Il ajoute également que Telengard se déroule en temps réel et qu’il inclut une vingtaine de types de monstres différents, 36 sorts ainsi que des fontaines, des trônes, des autels et des cubes de téléportation qui ont des effets aléatoires sur le personnage du joueur. Il juge en revanche qui lui manque un scénario et le décrit donc comme un pure dungeon crawler avec un gameplay de type hack 'n' slash.
Le jeu bénéficie d’un remake sur Windows, développé par Travis Baldree.